# Pintér Jenő műveinek listája
Az alábbi részletes lista Pintér Jenő (1881–1940) magyar irodalomtörténész műveit tartalmazza időrendben.

## Folyóiratcikkek
Pintér Jenő számos folyóiratcikket írt, ezek összegyűjtése még várat magára. A következő helyeken jelentek meg tanulmányai, ismertetései (feltehetően nem teljes lista): Irodalomtörténet, Magyarosan, Egyetemes Philologiai Közlöny Magyar Paedagogia, Magyar Nyelv, Magyar Középiskola, Magyar Nyelvőr, Magyar Kultúra, Magyar Lányok, Kisdednevelés, Nyugat, Országos Középiskolai Tanáregyesületi Közlöny, Századok, Néptanítók Lapja és Népművelési Tájékoztató, Katholikus szemle, és különböző iskolai értesítők.

## Könyvrészletek
A folyóiratokon kívül írásai jelentek meg a következő művekben:
- A magyar irodalom története 1900-ig. Athenaeum Irodalmi és Nyomdai Részvénytársulat, Budapest, 1913. (Simonyi Zsigmonddal, Kardos Alberttel, Endrődi Sándorral és Ferenczi Zoltánnal közösen írt mű, A Műveltség Könyvtára-sorozat)[16]
- Jókai emlékkönyv. Születésének századik évfordulójára / 1825–1925. Légrády Nyomda és Könyvkiadó Részvénytársaság, Budapest, 1925.[17]
- Tanulmányok. Singer és Wolfner Irodalmi Intézet R.-T., Budapest, 1927.[18]
- Magyarország történelme, földje, népe, élete, gazdasága, irodalma, művészete Vereckétől napjainkig. Franklin-Társulat, Budapest, 1929.[19]
- A százéves Kisfaludy-Társaság (1836–1936), Franklin-Társulat, Budapest, 1936.[20]
- Emlékkönyv Pap Károly főiskolai (akadémiai és egyetemi) tanári működésének harmincadik évfordulójára. Debrecen, 1939.[21]
- Életképek. Nemes erkölcsi alapelvek a serdülő ifjúság és a családi kör számára. Élet és Egészség Kiadása, Budapest, 1940.[22]

## Szerkesztett, átdolgozott művek
- Vajda János munkái. Költemények. Franklin-Társulat, Budapest, é. n.[23]
- Báró Eötvös József: Gondolatok. Franklin-Társulat, Budapest, é. n. (szerkesztette Berzeviczy Alberttel, Császár Elemérrel, Ravasz Lászlóval)[24]
- Mikes Kelemen törökországi leveleiből, Franklin-Társulat, Budapest, é. n.[25]
- Madách Imre: Az ember tragédiája. Tolnai Nyomdai Műintézet és Kiadóvállalat R.-T., Budapest, é. n.[26]
- Idegen költők remekei. „Magyar Jövő Ifj. Irodalmi R.-T.”, Budapest, 1922. (A „Zászlónk” diákkönyvtára 53.)[27]
- Mai magyar költők. Gyüjtemény napjaink magyar költészetének lírai terméséből. Magyar Középiskolai Tanárok Nemzeti Szövetségének kiadása, Budapest, 1924. (szerkesztette Sajó Sándorral)[28]
- Hazádnak rendületlenül I–II. Magyar Középiskolai Tanárok Nemzeti Szövetsége, Budapest, 1925. (szerkesztette Sajó Sándorral)[29]
- Riedl Frigyes: Retorika. A középiskolák V. osztálya számára. 9. kiadás. Átdolgozta Pintér Jenő. Magyar Középiskolai Tanárok Nemzeti Szövetségének kiadása, Budapest, 1927.[30]
- Riedl Frigyes: Retorika. A középiskolák VI. osztálya számára. 9. kiadás. Átdolgozta Pintér Jenő. Franklin-Társulat Magyar Irod. Intézet és Könyvnyomda, Budapest, 1929.[31]
- Zlinszky Aladár: Stilisztika. A középiskolák IV. osztálya számára. 5. kiadás. Átdolgozta Pintér Jenő. Franklin-Társulat Magyar Irod. Intézet és Könyvnyomda, Budapest, 1934.[32]

## Önállóan megjelent művek

### 1900–1909
- A históriás énekek művelődéstörténeti vonatkozásai. Budapest, 1903.[33]
- Szent Adalbert. Budapest, 1903. (különlenyomat a »Katholikus Szemle« XVII. évfolyamából)[34]
- A Magyar Tudományos Akadémia és geographiai irodalmunk Hunfalvy János felléptéig. Rényi Károly Kiadása, Budapest, 1903. (különlenyomat a »Földrajzi Közlemények« 1903. XXXI. kötet X. füzetéből)[35]
- Akadémiai törekvések a nyelvtudomány terén 1831–1850-ig. Vértes József Kiadása, Jászberény, 1906. (különlenyomat a Jászberényi Magyar Királyi Állami Főgimnázium 1905–6. évi értesítőjéből)[36]
- Hibák a földrajz tanításában. Szeged, 1906. (különlenyomat a »Gyakorlati Paedagogia« II. évfolyamának 5–6-ik számából)[37]
- Petőfi Sándor. Jászberény, 1907. (különlenyomat a Jászberényi Magyar Királyi Állami Főgimnázium 1906–1907. évi értesítőjéből.)[38]
- A magyar nemzet évlapjai a királyság megalapításáig. Balázs Ferenc utóda Nyomda, Jászberény, 1908. (különlenyomat a Jászberényi Magyar Királyi Állami Főgimnázium 1907–08. évi értesítőjéből)[39]
- Jegyzetek a régi magyar irodalom történetéhez. Jászberény, 1909. (különlenyomat a Jászberényi Magyar Királyi Állami Főgimnázium 1908–1909. évi értesítőjéből)[40]
- A magyar irodalom története a legrégibb időktől Bessenyei György fellépéséig. A Magyar Tudományos Akadémia által a Semsey-pályadíjjal jutalmazott mű.[41]
  - I. kötet. A legrégibb időktől a mohácsi csatáig. (–1526.) Rényi Károly Kiadása, Budapest, 1909.
  - II. kötet. A mohácsi csatától Bessenyei György fellépéséig. (1526–1772.) Rényi Károly Kiadása, Budapest, 1909.

### 1910–1919
- Nyelvtudományi törekvések a megújhodás korában. 1771–1831. Szammer J. kiadása, Székesfehérvár, 1911 (különnyomat a Magyar Nyelvőrből)[42]
- Nagyköpcsényi gróf Lisztius László. Thália Nyomda, Budapest, 1911. (különnyomat a Budapesti VI. kerületi általános főreáliskola 1910/11. évi értesítőjéből)[43]
- A magyar irodalom története. Középiskolák számára:[44]
  - I. kötet. A legrégibb időktől Kazinczy Ferenc haláláig. Franklin Társulat, Budapest, 1911. 2. kiadás: 1919
  - II. kötet. Kazinczy Ferenc halálától Arany János haláláig. Franklin Társulat, Budapest, 1912. 2. kiadás: 1919
- Kármán József. Stephaneum Nyomda, Budapest, 1912. (különnyomat a Békefi Emlékkönyvből)[45]
- A magyar irodalom története a legrégibb időktől Bessenyei György fellépéséig. 2. köt. A mohácsi csatától Bessenyei György fellépéséig. Révai–Salamon, Budapest, 1913.[46]
- Idősb Szinnyei József emlékezete. Franklin Társulat, Budapest, 1914. (különnyomat az Irodalomtörténetből)[47]
- A magyar irodalom története Bessenyei György fellépésétől Kazinczy Ferenc haláláig (1772–1831):[48][49]
  - I. kötet. [alcím nélkül] Szerzői kiadás, Budapest, 1913.
  - II. kötet. [alcím nélkül] Szerzői kiadás, Budapest, 1913.
- Időmutató a megújhodás korabeli magyar irodalom történetéhez. 1772–1831. Thália Nyomda, Budapest, 1913. (különnyomat a Budapesti VI. kerületi általános főreáliskola 1912/13. évi értesítőjéből)[50]
- Irodalomtörténeti olvasókönyv. 1. A gimnáziumok és reáliskolák 7. osztálya számára. A legrégibb időktől Kazinczy Ferenc haláláig. Franklin Társulat, Budapest, 1914.[51]

### 1920–1929
- Új középiskolai tanterv. Athenaeum Irodalmi és Nyomdai Rt., Budapest, 1920. (különnyomat az Országos Középiskolai Tanáregyesületi Közlönyből)[52]
- A magyar irodalom történetének kézikönyve. Tudományos rendszerezés két kötetben[53]
  - I. kötet. A legrégibb időktől Vörösmarty Mihály föllépéséig (800–1825), Franklin-Társulat Magyar Irodalmi Intézet és Könyvnyomda, Budapest, 1921.
  - II. kötet. Vörösmarty Mihály föllépésétől napjainkig (1825–1920), Franklin-Társulat Magyar Irodalmi Intézet és Könyvnyomda, Budapest, 1921.
- Magyar költők remekei. Magyar diákok számára összeállította: Pintér Jenő. „Magyar Jövő” Ifjúsági Irodalmi Rt., Budapest, 1924.[54]
- Pintér Jenő Magyar irodalomtörténete. Zsebkiadás a művelt közönség számára, Franklin-Társulat Magyar Irodalmi Intézet és Könyvnyomda, Budapest, 1924.[55][56]
- Pintér Jenő magyar irodalomtörténete. A művelt közönség számára, Franklin-Társulat Magyar Irodalmi Intézet és Könyvnyomda, Budapest, 1926.[57]
- Szinnyei József l. tag emlékezete. Felolvastatott a M. T. Akadémia 1927. március 21-én tartott összes ülésén. Magyar Tudományos Akadémia, Budapest, 1927. (Az MTA Elhunyt Tagjai Fölött Tartott Emlékbeszédek)[58]
- Pintér Jenő magyar irodalomtörténete – képes kiadás (több reprint kiadásban)[59]
  - I. kötet. A magyar irodalom a XX. századig, Franklin-Társulat Magyar Irodalmi Intézet és Könyvnyomda, Budapest, 1928.
  - II. kötet. A magyar irodalom a XX. században, Franklin-Társulat Magyar Irodalmi Intézet és Könyvnyomda, Budapest, 1928.
- Váczy János l. tag emlékezete. Felolvasta a M. T. Akadémia 1929. február 4-én tartott osztály-ülésén. Magyar Tudományos Akadémia, Budapest, 1929. (Az MTA Elhunyt Tagjai Fölött Tartott Emlékbeszédek)[60]

### 1930–1939
- A magyar irodalom története: tudományos rendszerezés: → elektronikus elérhetőség Archiválva 2023. augusztus 4-i dátummal a Wayback Machine-ben[61]
  - I. kötet. A magyar irodalom a középkorban. A Magyar Irodalomtörténeti Társaság Kiadása, Budapest, 1930.
  - II. kötet. A magyar irodalom a XVI. században. A Magyar Irodalomtörténeti Társaság Kiadása, Budapest, 1930.
  - III. kötet. A magyar irodalom a XVII. században. A Magyar Irodalomtörténeti Társaság Kiadása, Budapest, 1931.
  - IV. kötet. A magyar irodalom a XVIII. században. A Magyar Irodalomtörténeti Társaság Kiadása, Budapest, 1931.
  - V. kötet. A magyar irodalom a XIX. század első harmadában. A Magyar Irodalomtörténeti Társaság Kiadása, Budapest, 1932.
  - VI. kötet. A magyar irodalom a XIX. század második harmadában. A Magyar Irodalomtörténeti Társaság Kiadása, Budapest, 1933.
  - VII. kötet. A magyar irodalom a XIX. század utolsó harmadában. A Magyar Irodalomtörténeti Társaság Kiadása, Budapest, 1934.
  - VIII. kötet. A magyar irodalom a XX. század első harmadában. A Magyar Irodalomtörténeti Társaság Kiadása, Budapest, 1931.
- A magyar irodalom története (egyetemek számára)[62]
  - I. kötet. A magyar irodalom a tizennyolcadik század végéig, Franklin-Társulat Magyar Irodalmi Intézet és Könyvnyomda, Budapest, 1938.
  - II. kötet. A magyar irodalom a tizenkilencedik században, Franklin-Társulat Magyar Irodalmi Intézet és Könyvnyomda, Budapest, 1938.
- Magyar nyelvvédő könyv, Magánkiadás, Budapest, 1938.[63]
- Magyar kereskedők nyelvvédő könyve, Magánkiadás, Budapest, 1938.[64]
- Magyar iparosok nyelvvédő könyve – Női iparágak. A fehérvarrók, fűzősök, háztartásvezetők, hímzők, kézimunkázók, kötőszövők, nőifodrászok, nőikalaposok, nőiszabók, szépségápolók és virágkészítők magyarító szakszótárával, Magánkiadás, Budapest, 1939.[65]
- Magyar iparosok nyelvvédő könyve. – Férfi-iparágak II. Az aranyművesek, bádogosok, betűszedők, bronzművesek, ékszerészek, fémművesek, fényképészek, fogművesek, gépészek, kovácsok, lakatosok, látszerészek, műszerészek, nyomdászok, órások, ötvösök, sokszorosítók, szerelők, vésnökök, villamosműszerészek, villanyszerelők magyarító szakszótárával, Magánkiadás, Budapest, 1939.[66]

### 1940–1949
- Századunk magyar irodalma. Dr. Pintér Jenőné Vállalata, Budapest, 1943.[67] (A magyar irodalom története: tudományos rendszerezés VIII. kötetének újabb kiadása)

## Egyéb irodalom
- Gulyás Pál: Magyar írók élete és munkái – új sorozat I–XIX. Budapest: Magyar Könyvtárosok és Levéltárosok Egyesülete. 1939–1944.  , 1990–2002, a VII. kötettől (1990–) sajtó alá rendezte: Viczián János